# Queensberry, Skottland
Queensberry är ett berg i Storbritannien.   Det ligger i kommunen Dumfries and Galloway och riksdelen Skottland, i den centrala delen av landet, 500 km nordväst om huvudstaden London. Toppen på Queensberry är 347 meter över havet.
Terrängen runt Queensberry är lite kuperad, och sluttar söderut. Runt Queensberry är det ganska glesbefolkat, med 34 invånare per kvadratkilometer. Närmaste större samhälle är Locharbriggs, 18,2 km söder om Queensberry. I omgivningarna runt Queensberry växer i huvudsak blandskog.